# Iazidismo
Iazidismo, ou Sharfadin é uma religião étnica monoteísta que tem raízes em uma religião iraniana ocidental pré-zoroastriana derivada diretamente da tradição indo-iraniana. É seguido pelos yazidis que falam principalmente Kurmanji e é baseado na crença em um Deus que criou o mundo e o confiou aos cuidados de sete seres sagrados, conhecidos como Anjos. Preeminente entre esses anjos é Tawûsê Melek (também escrito como "Melek Taûs"), que é o líder dos anjos e que tem autoridade sobre o mundo.

## Crenças principais

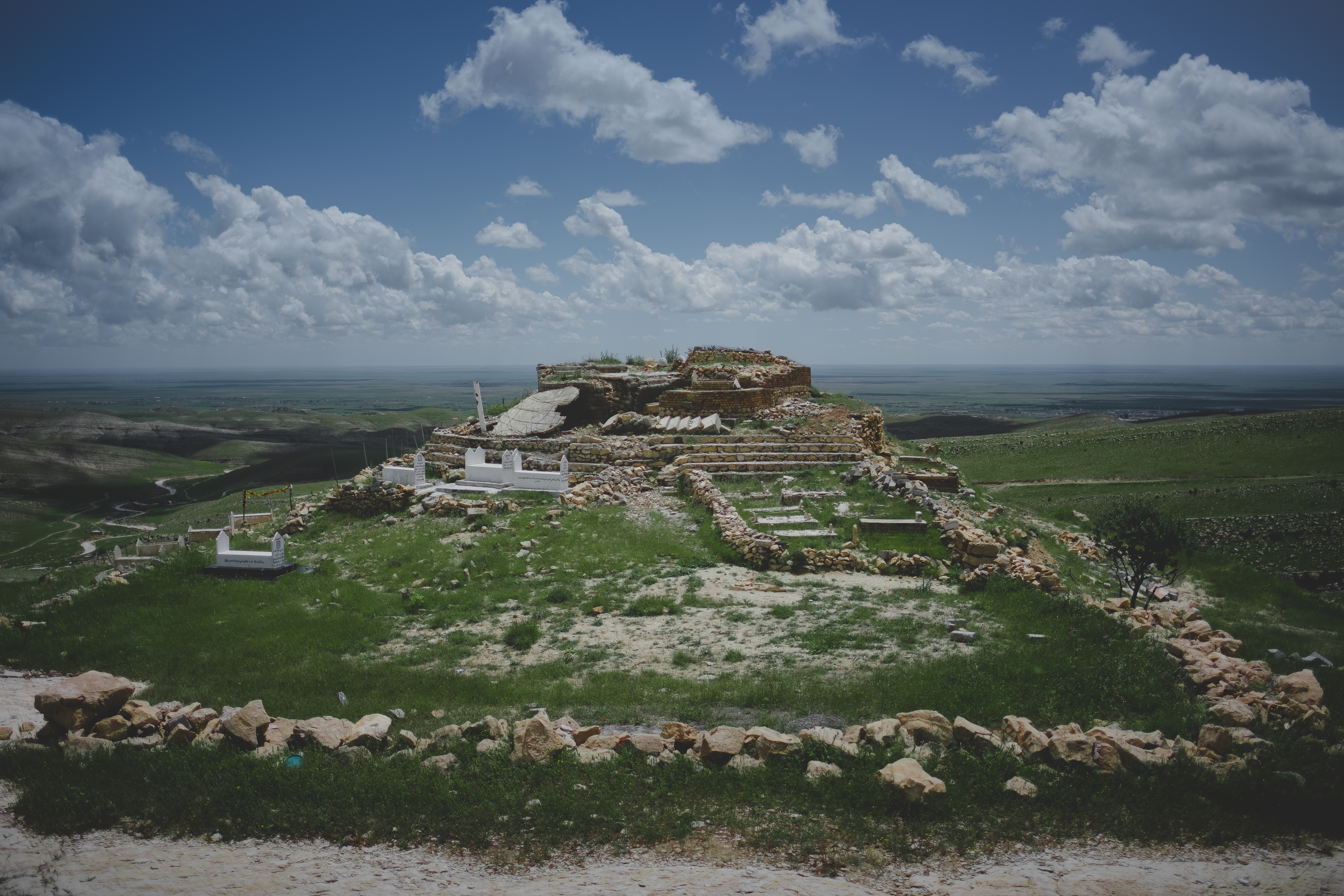
Santuário Yazidi de Mame Reshan, parcialmente destruído pelo Daexe, nas montanhas Sinjar.

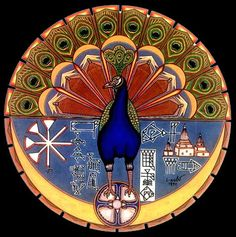
Melek Taûs, o Anjo Pavão. Este emblema apresenta Tawûsê Melek no centro, o diĝir sumério à esquerda e as cúpulas acima da tumba do Sheikh 'Adī à direita.

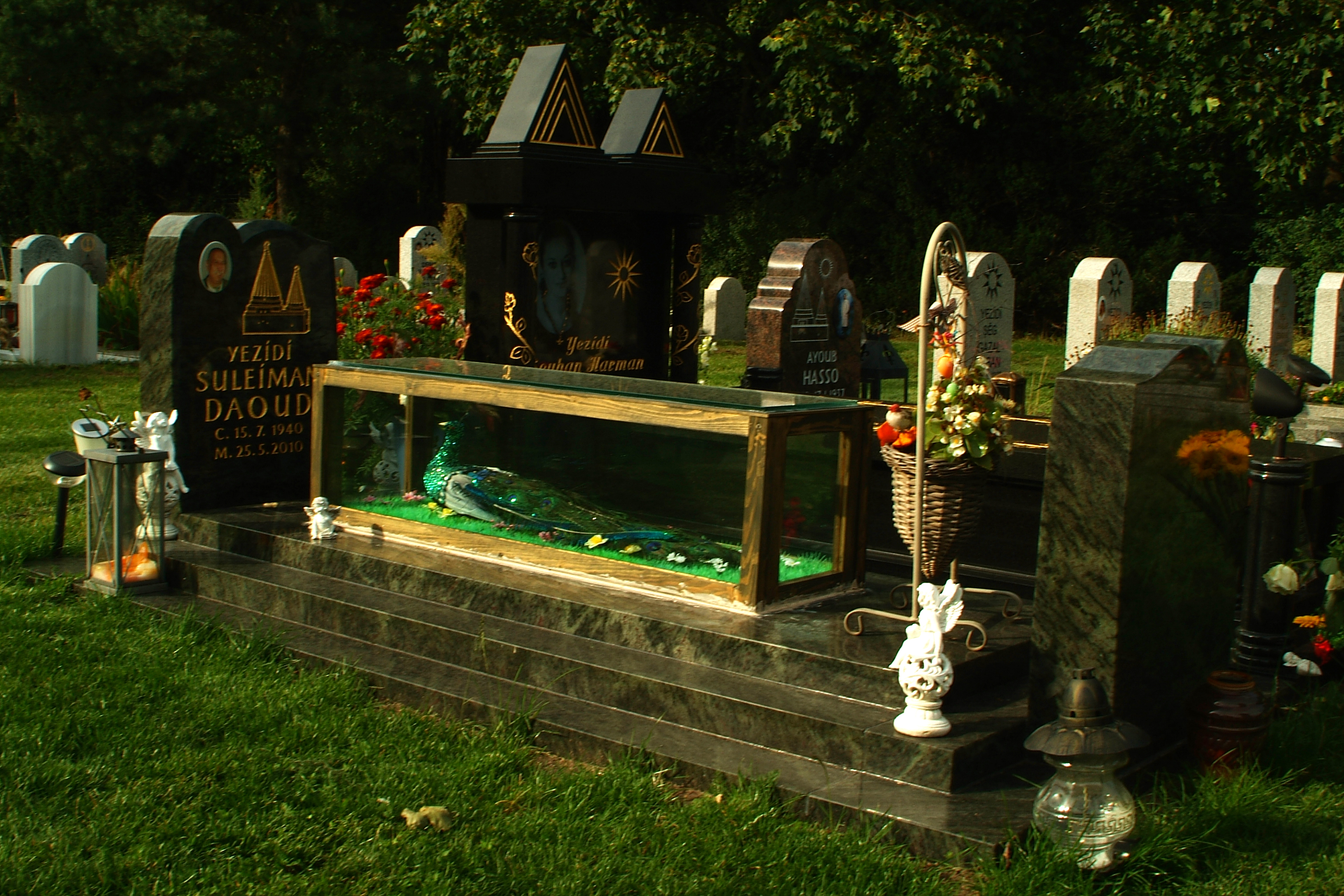
Tawûsê Melek retratado como um pavão dentro da vitrine no túmulo de um crente iazidi, cemitério da comunidade iazidi em Hannover.

Os iazidis acreditam em um Deus, a quem eles se referem como Xwedê , Xwedawend , Êzdan , e Pedsha ('King'), e, menos comumente, Ellah e Heq. De acordo com alguns hinos Yazidi (conhecidos como Qewls), Deus tem 1001 nomes, ou 3003 nomes de acordo com outros. No iazidismo, fogo, água, ar e terra são elementos sagrados que não devem ser poluídos. Durante a oração, os iazidis voltam-se para o sol, pelo que costumam ser chamados de "adoradores do sol". O mito de criação iazidi começa com a descrição do vazio e da ausência de ordem no Universo. Antes da criação do mundo, Deus criou um dur (pérola branca) na forma espiritual de sua própria Luz pura e sozinho habitava nela. Primeiro havia um mundo esotérico e depois disso um mundo exotérico foi criado. Antes da criação deste mundo, Deus criou sete Seres Divinos (muitas vezes chamados de "Anjos" na literatura iazidi) aos quais designou todos os assuntos do mundo; o líder dos Sete Anjos foi nomeado Tawûsî Melek ("Anjo Pavão"). O fim da Criação está intimamente ligado à criação da humanidade e à transição do tempo mitológico para o histórico.
Os iazidis acreditam em uma Tríade divina. O Deus oculto original dos Yazidis é considerado remoto e inativo em relação à sua criação, exceto para contê-la e uni-la em sua essência. Sua primeira emanação é Melek Taûs (Tawûsê Melek), que funciona como o governante do mundo. A segunda hipóstase da Tríade divina é o Xeque 'Adī ibn Musafir. O terceiro é o sultão Ezid . Estas são as três hipóstases do único Deus. A identidade desses três às vezes é confusa, com Xeque 'Adī considerado uma manifestação de Tawûsê Melek e vice-versa; o mesmo também se aplica ao sultão Ezid. Os iazidis são chamados Miletê Tawûsê Melek ("a nação de Tawûsê Melek").
No mito iazidi da criação, Tawûsê Melek se recusou a se curvar diante de Adão, o primeiro humano, quando Deus ordenou aos Sete Anjos que o fizessem. O comando era na verdade um teste, destinado a determinar qual desses anjos era mais leal a Deus por não se prostrar a alguém que não fosse seu criador. Essa crença foi ligada por algumas pessoas à narrativa mitológica islâmica sobre Iblis, que também se recusou a prostrar-se diante de Adão, apesar da ordem expressa de Deus para fazê-lo. Por causa dessa semelhança com a tradição islâmica de Iblis, os muçulmanos e seguidores de outras religiões abraâmicas associaram e identificaram erroneamente o Anjo Pavão com sua própria concepção do espírito maligno não redimido Satanás,:29 um equívoco que incitou séculos de violenta perseguição religiosa aos iazidis como "adoradores do diabo" que continua em suas comunidades de origem dentro das fronteiras do atual Iraque.
Os iazidis, no entanto, acreditam que Tawûsê Melek não é uma fonte de mal ou maldade. Os iazidis argumentam que a ordem de se curvar a Adão foi apenas um teste para Tawûsê Melek, pois se Deus ordena alguma coisa, então deve acontecer. Em outras palavras, Deus poderia tê-lo feito se submeter a Adão, mas deu a Tawûsê Melek a escolha como um teste: Deus o instruiu a não se curvar a nenhum outro ser, e sua recusa da ordem posterior de se curvar a Adão foi, portanto, obediência a mandamento original de Deus.

### Figuras sagradas

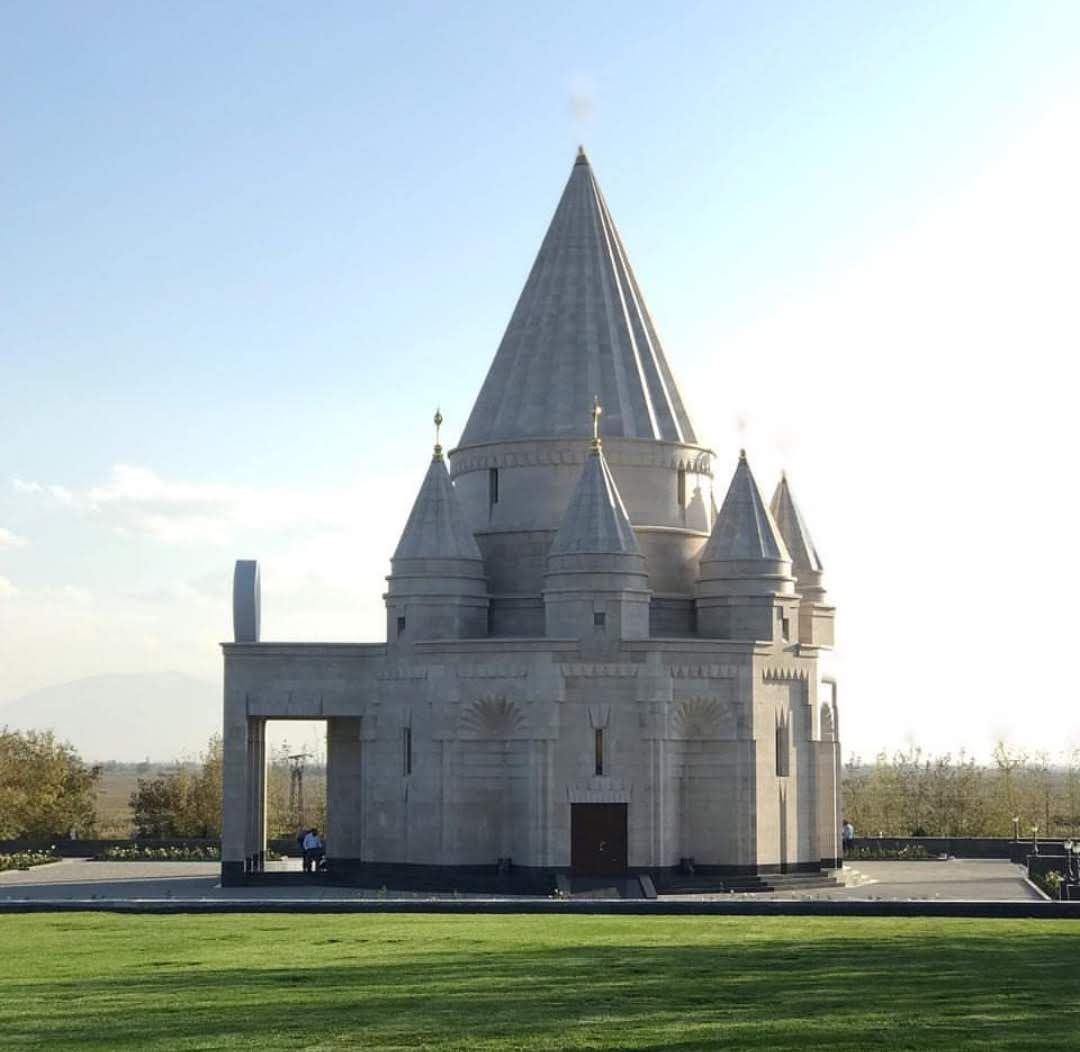
Quba Mere Diwane é o maior templo dos Yazidis do mundo, localizado na aldeia armênia de Aknalich. O templo é dedicado a Melek Taûs e aos Sete Anjos da teologia Yazidi.

Os iazidis acreditam em Sete Anjos, considerados as emanações de Deus, que, nas histórias da criação Yazidi, foram criados por Deus a partir de sua própria luz (nûr) antes da criação deste mundo. Deus atribuiu todos os assuntos do mundo a esses sete anjos e Tawûsê Melek foi apontado como o líder. Os anjos também são chamados de Heft Sirr ("os Sete Mistérios"). Nesse contexto, eles têm, por assim dizer, uma parte de Deus em si mesmos. Outra palavra que é usada para isso é sur ou sirr (literalmente: 'mistério'), que denota uma essência divina da qual os anjos foram criados. Essa pura essência divina chamada Sur ou Sirr tem personalidade e vontade próprias e também é chamada Sura Xudê ('o Sur de Deus'). Este termo se refere à essência do próprio Divino, isto é, Deus. Os Anjos compartilham esta essência de seu criador que é Deus. Na literatura religiosa, esses anjos às vezes são chamados de Cibrayîl, Ezrayîl, Mîkayîl, Şifqayîl, Derdayîl, Ezafîl e Ezazîl. O líder desses Anjos é conhecido como Tawûsê Melek, e os outros são mais conhecidos pelos nomes de suas encarnações/representações terrenas: Fexreddin, Sheikh Shems, Nasirdin, Sejadin, Sheikh Obekr e Shex Hesen (Şêxsin).
O panteão Yazidi contém um total de 365 figuras sagradas veneradas pelos Yazidis, designadas por vários termos especiais, incluindo Xudan, Xas, Mêr e Babçak. De acordo com as crenças Yazidi, Deus é todo-poderoso e absoluto, e os Xudans fazem parte de Seu poder, além disso, em relação à natureza, os Yazidis acreditam nos Xudans para a maioria dos elementos e fenômenos naturais e são considerados poderes divinos que têm controle sobre esses fenômenos. Na mitologia Yazidi, os Xudans apareceram após a criação do mundo para os quatro elementos da natureza e suas manifestações.

### Sheikh 'Adī

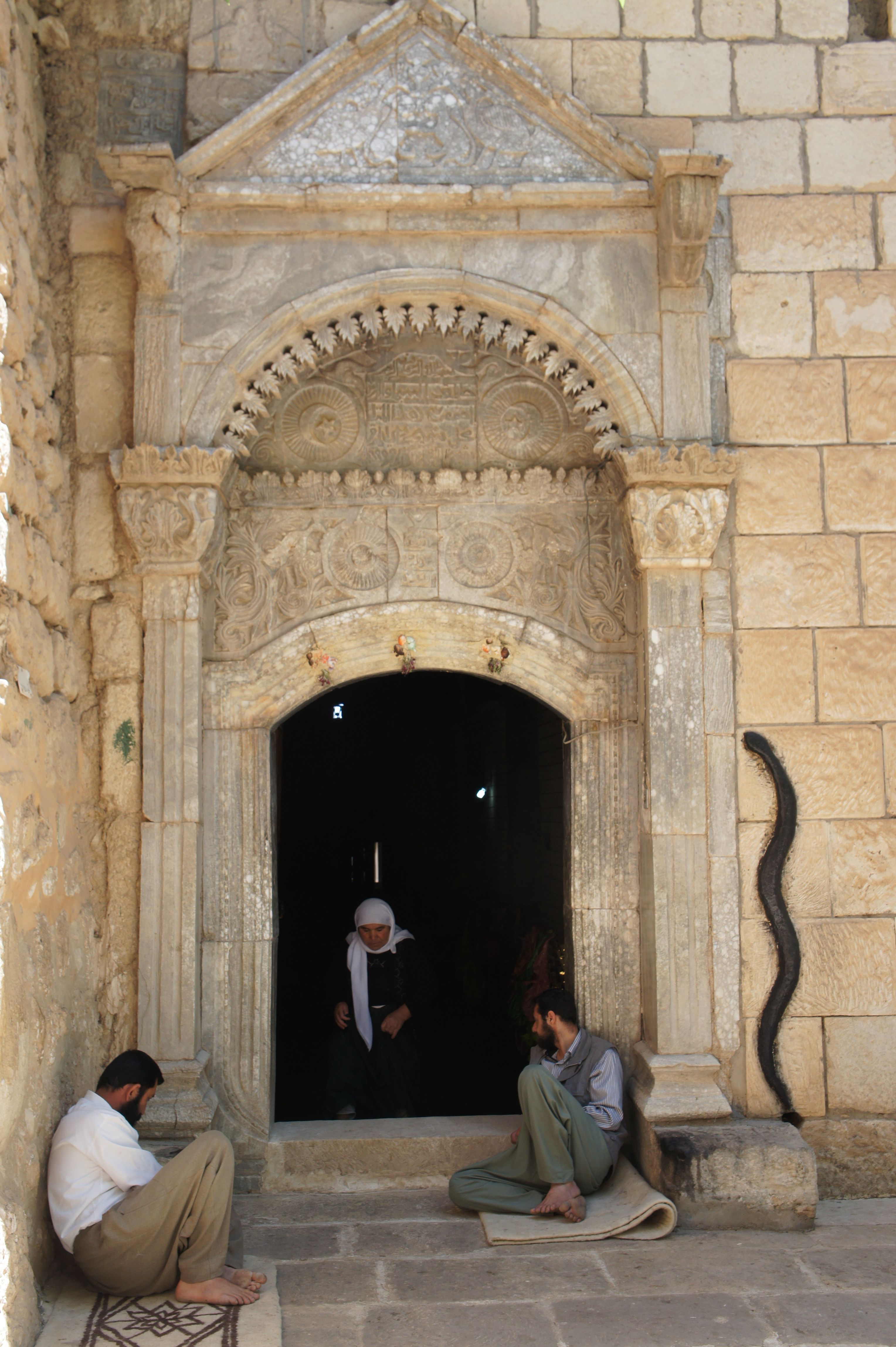
Entrada do Templo Yazidi em Lalish

Uma das figuras importantes do Yazidismo é o Xeque 'Adī ibn Musafir, ele se estabeleceu no vale de Laliş (cerca 58 km nordeste de Mosul) nas montanhas Yazidi no início do século XII e fundou a ordem 'Adawiyya Sufi. Ele morreu em 1162, e seu túmulo em Laliş é um ponto focal da peregrinação Yazidi e o principal local sagrado iazidi. O iazidismo tem muitas influências: influência e imagens sufis (especialmente tiradas de Mansur al-Hallaj) podem ser vistas no vocabulário religioso, especialmente na terminologia da literatura esotérica dos yazidis, mas a maior parte da teologia, rituais, tradições, e festivais permanecem não-islâmicos. Sua cosmogonia, por exemplo, tem muitos pontos em comum com as das antigas religiões iranianas.

### Renascimento e conceito de tempo
Os iazidis acreditam no renascimento da alma. Como os iarsanistas, os yazidis usam a metáfora de uma troca de roupa para descrever o processo, que desempenha um papel excepcional na religiosidade iazidi e é chamado de "mudança de camisa" (kirasgorîn). Também existe a crença de que alguns dos eventos da época da criação se repetem em ciclos da história. No iazidismo coexistem diferentes conceitos de tempo:
- Uma esfera de tempo esotérica (em curdo: enzel), Este termo denota um estado de ser antes da criação do mundo. De acordo com a cosmogonia iazidi, há Deus e uma pérola neste estágio.
- Bedîl ou dewr (um curso cíclico do tempo): significa literalmente 'mudança, mudança' ou 'giro, revolução' e no contexto iazidi denota um novo período de tempo na história do mundo. Portanto, também pode significar 'renovação' ou 'renovado' e designa o início de um período de tempo renovado.
- Um curso linear, que vai desde o início da criação de Deus até o ponto final escatológico coletivo.
- três tofan ('tempestade, inundação'), ou seja, catástrofes. Acredita-se que existem três grandes eventos ao longo da história chamados tofan que desempenham um papel purificador, alterando a qualidade de vida de maneira positiva. Cada catástrofe, que acaba por renovar o mundo, se dá por meio de um elemento básico: a primeira pela água (tofanê avê), a segunda pelo fogo (tofanê agirî) e o último está ligado ao vento (ar) (tofanê ba). Acredita-se que o primeiro tofan já ocorreu no passado e que o próximo tofan ocorrerá através do fogo. De acordo com essa percepção, os três elementos sagrados, a saber, água, fogo e ar, purificam o quarto elemento, a terra. Esses eventos, entretanto, não devem ser considerados eventos escatológicos. Eles ocorrem durante a vida das pessoas. Embora os eventos de purificação causem muitas mortes, no final a vida continua.[39]

No iazidismo, o conceito original mais antigo de metempsicose e a percepção cíclica do curso do tempo são harmonizados e coexistem com a ideia mais jovem de uma escatologia coletiva.

### Cosmogonia e início da vida
A cosmogonia iazidi está registrada em vários textos sagrados e tradições. Portanto, só pode ser inferido e compreendido através de uma visão global dos textos sagrados e tradições. A cosmogonia pode ser dividida em três etapas:
1. Enzel - o estado antes da explosão da pérola (dur).
2. Desenvolvimentos imediatamente após a explosão – cosmogonia II
3. A criação da terra e do homem – antropogonia[40][41]

O termo Enzel é um dos termos frequentemente mencionados no vocabulário religioso e aparece inúmeras vezes nos hinos religiosos, conhecidos como Qewls. Por exemplo, em Qewlê Tawisî Melek:
" Ya Rebî ji Enzel de her tuyî qedîmî " (Oh, Criador do Enzel, você é infinito)
"Ezdayî me, ji direke enzelî me" (Eu sou um seguidor de Deus, eu vim da pérola "enzelî")
Assim, o termo Enzel também pode ser referido como um "mundo puro, espiritual, imaterial e infinito", "o Além" ou "a esfera além do mundo profano". O estágio Enzel descreve um estado sem espaço e sem tempo e, portanto, ilustra um estado sobrenatural. Nesta etapa, inicialmente existe apenas um Deus, que cria uma pérola de sua própria luz, na qual seu trono resplandecente (textê nûrî) está localizado.
Qewlê Bê Elif:
Padşê min bi xo efirandî dura beyzaye – Meu rei criou a pérola branca de si mesmo
Textê nûrî sedef – O trono brilhante na pérola
Os qewls iazidis mencionam o universo como tendo se originado de uma pérola branca que existia na pré-eternidade. No início do tempo anterior à criação, Deus emergiu da pérola cósmica, que repousava sobre os chifres de um touro que estava nas costas de um peixe. Depois que Deus e a pérola se separaram, o universo explodiu da pérola e tornou-se visível como ondas ondulando da pérola para formar o Oceano Cósmico primordial. Quando a pérola se abriu, o início do universo material foi posto em movimento. Mihbet (que significa 'amor') surgiu e foi colocado como a fundação original, as cores começaram a se formar e vermelho, amarelo e branco começaram a brilhar da pérola estourada.
A religião iazidi tem uma percepção própria das cores, que é vista na mitologia e demonstrada através de tabus de vestuário, em cerimônias religiosas, costumes e rituais. As cores são percebidas como as simbolizações da natureza e do início da vida, portanto, a ênfase das cores pode ser encontrada no mito da criação. As cores branco, vermelho, verde e amarelo, em particular, são frequentemente enfatizadas. O branco é considerado a cor da pureza e da paz e é a cor principal da vestimenta religiosa dos Yazidis.
Os relatos da criação iazidis diferem significativamente daqueles das religiões abraâmicas (judaísmo, cristianismo e islamismo), uma vez que são derivados das antigas tradições mesopotâmicas e indo-iranianas; portanto, a cosmogonia yazidi está mais próxima daquelas das antigas religiões iranianas, Yarsanismo e Zoroastrismo.

## Textos sagrados iazidis
A literatura religiosa iazidi é composta principalmente de poesia que é transmitida oralmente principalmente em Kurmanji e inclui vários gêneros, como Qewl (hino religioso), Beyt (poema), Du‛a (oração), Dirozge (outro tipo de oração), Şehdetiya Dîn (a Declaração da Fé), Terqîn (oração para depois de um sacrifício), Pişt perde (literalmente 'sob o véu', outro gênero), Qesîde (cássida), Sema ‛ (literalmente 'ouvir'), Lavĳ, Xerîbo, Xizêmok, Payîzok, e Robarîn . A literatura poética é composta em uma linguagem avançada e arcaica onde são utilizados termos mais complexos, que podem ser de difícil compreensão para quem não é formado no conhecimento religioso. Portanto, eles são acompanhados por alguns gêneros prosaicos da literatura iazidi que frequentemente interpretam o conteúdo dos poemas e fornecem explicações de seus contextos na linguagem falada compreensível entre a população comum. Os gêneros prosaicos incluem Çîrok e Çîvanok (lendas e mitos), e Dastan e Menal Pîr s (interpretações de hinos religiosos). Os iazidis também possuem alguns textos escritos, como os manuscritos sagrados chamados mişûr s e coleções individuais de textos religiosos chamados cilvê e Keşkûl, embora sejam mais raros e frequentemente guardados entre os iazidis. Diz-se também que os yazidis têm dois livros sagrados, o Livro da Revelação e o Livro Negro, cujas autenticidades são debatidas entre os estudiosos.

### livros sagrados
Os livros sagrados iazidi são considerados o Livro da Revelação e o Livro Negro. Os estudiosos geralmente concordam que os manuscritos de ambos os livros publicados em 1911 e 1913 foram falsificações escritas por não-iazidis em resposta ao interesse de viajantes ocidentais e estudiosos na religião iazidi; no entanto, o material neles é consistente com as tradições iazidi autênticas. Textos verdadeiros desses nomes podem ter existido, mas permanecem obscuros. Os verdadeiros textos centrais da religião que existem hoje são os hinos conhecidos como qawls; eles também foram transmitidos oralmente durante a maior parte de sua história, mas agora estão sendo coletados com o consentimento da comunidade, transformando efetivamente o iazidismo em uma religião escrita.  Os textos sagrados já haviam sido traduzidos para o inglês no início do século XX.

### QewleBeyt
Um gênero muito importante da literatura oral da comunidade Yazidi consiste em hinos religiosos, chamados Qewl s, que significa literalmente 'palavra, fala' (do árabe qawl). Os intérpretes desses hinos, chamados Qewwal, constituem uma classe distinta dentro da sociedade Yazidi. Eles são uma verdadeira fonte de conhecimento antigo Yazidi e são tradicionalmente recrutados entre os membros não religiosos de outras tribos curdas, principalmente os Dimli e Hekkaris. Os qewls estão cheios de alusões enigmáticas e geralmente precisam ser acompanhados por čirōks ('histórias') que explicam seu contexto.

### Mishur
Mishurs são um tipo de manuscritos sagrados que foram escritos no século 13 e transmitidos a cada linhagem (ocax) dos Pirs; cada um dos manuscritos contém descrições do fundador da linhagem Pir a quem foram distribuídos, juntamente com uma lista de tribos curdas e outras linhagens sacerdotais afiliadas ao fundador. Os mishurs são mantidos em segurança entre as famílias de Pirs em locais específicos designados para sua custódia; esses lugares são referidos como stêr em Kurmanji. De acordo com a tradição iazidi, há um total de 40 mishurs que foram distribuídos para as 40 linhagens de Pirs.

## Festivais

Festival de Ano Novo Yazidi em Lalish (18 de abril de 2017) celebrando o início do novo ano que começa no dia seguinte

### Ano novo yazidi
O Ano Novo Yazidi (Sersal) é chamado Çarşema sor ("Quarta-feira Vermelha") ou Çarşema Serê Nîsanê ("Quarta-feira no início de abril"). Cai na primavera, na primeira quarta-feira dos meses de abril e Nisan nos calendários juliano e selêucida, ou seja, a primeira quarta-feira em ou depois de 14 de abril de acordo com o calendário gregoriano.

### Festa de Êzî

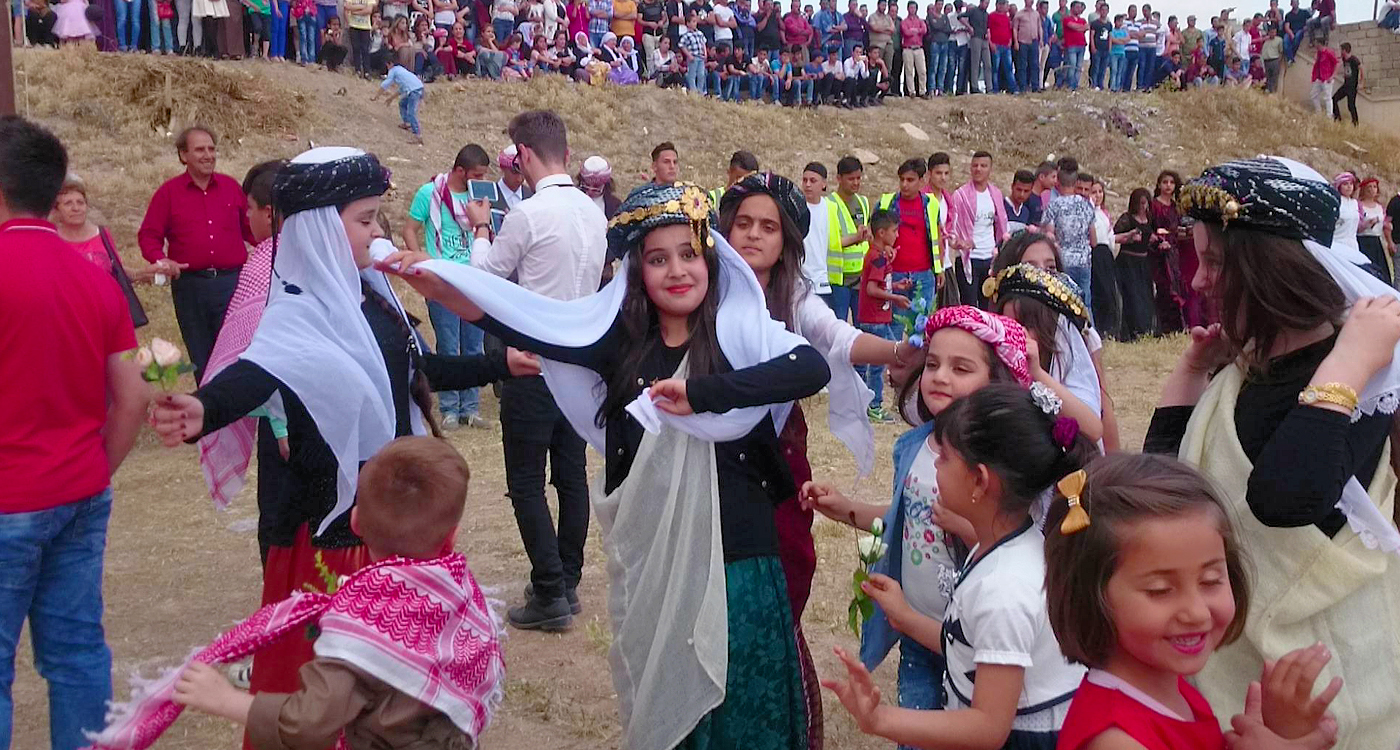
Yazidis celebrando uma cerimônia Yazidi chamada Tawwaf na cidade de Bashiqa no Iraque.

Um dos festivais iazidis mais importantes é Îda Êzî (" Festa de Êzî "), que se celebra em comemoração à figura divina do Sultão Ezid . Que todos os anos ocorre na primeira sexta-feira em ou após o dia 14 de dezembro. Antes deste festival, os iazidis jejuam por três dias, onde nada é comido do nascer ao pôr do sol. O Îda Êzî festa é celebrada em homenagem a Deus e os três dias de jejum anteriores também estão associados aos dias cada vez mais curtos antes do solstício de inverno, quando o sol é cada vez menos visível. Com o Îda Êzî festival, o tempo de jejum é encerrado. O festival costuma ser celebrado com música, comida, bebida e dança.

### Tawûsgeran
Outro festival importante é o Tawûsgeran, onde Qewals e outros dignitários religiosos visitam as aldeias iazidis, trazendo o sinjaq, imagens sagradas de um pavão simbolizando Tawûsê Melek. Estes são venerados, taxas são cobradas dos piedosos, sermões são pregados e água benta e berat (pequenas pedras de Lalish) são distribuídas.

### Festa da Assembleia

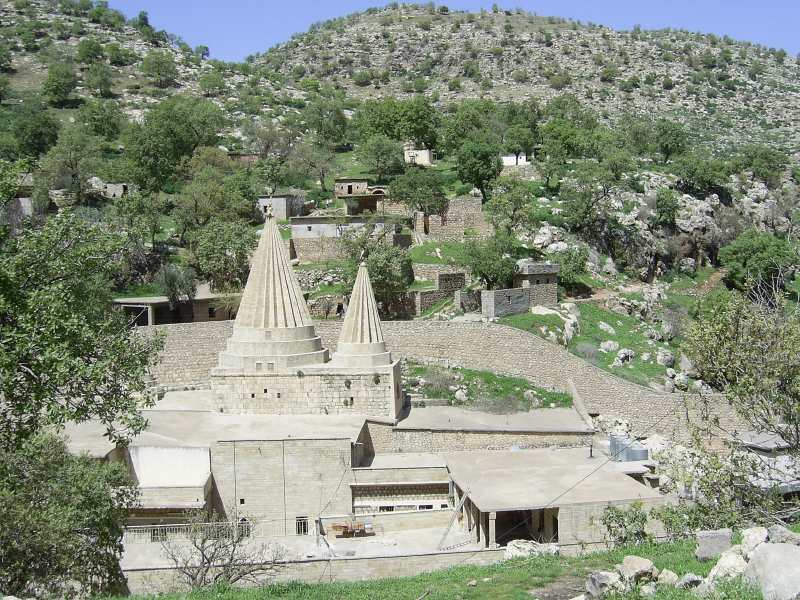
Tumba do Xeque 'Adī' (Şêx Adî) em Lalish

O maior festival do ano é o Cêjna Cemaiya ('Festa da Assembleia'), que inclui uma peregrinação anual ao túmulo do Sheikh 'Adī' ( Şêx Adî ) em Lalish, norte do Iraque . O festival é celebrado de 6 a 13 de outubro, em homenagem ao Xeque Adi. É um momento importante para a coesão do povo.
Se possível, os yazidis fazem pelo menos uma peregrinação a Lalish durante a vida, e os que vivem na região tentam comparecer pelo menos uma vez por ano à Festa da Assembleia no outono.

### Tiwaf
Tiwafs são festas anuais de santuários e seus seres sagrados que constituem uma parte importante da vida religiosa e comunitária Yazidi. Cada vila que contém um santuário realiza tiwafs anuais em nome do ser sagrado ao qual o santuário é dedicado.

## Práticas religiosas

### Orações
As orações ocupam um status especial na literatura iazidi. Eles contêm símbolos importantes e conhecimentos religiosos relacionados com os Homens Santos, Deus e situações cotidianas. As orações são em sua maioria privadas e, via de regra, não são realizadas em público. iazidis rezam em direção ao sol, geralmente em particular, ou as orações são recitadas por uma pessoa durante uma reunião. As orações são classificadas de acordo com seu próprio conteúdo. Existem:
- Orações dedicadas a Deus e aos seres santos
- Orações das castas iazidis
- Orações para ocasiões específicas
- Orações para ritos de passagem
- Orações contra problemas de saúde e doenças
- orações diárias
- Orações relacionadas com a natureza, ou seja, a lua, as estrelas, o sol, etc.[46]

### Pureza e tabus

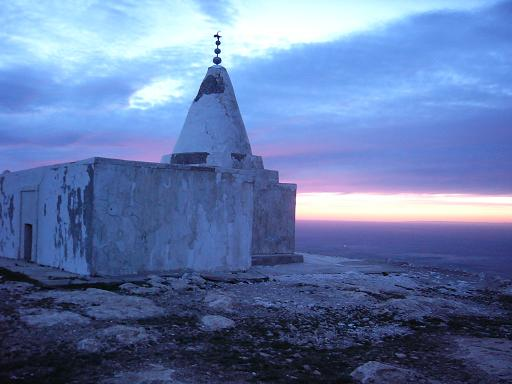
O Templo Chel Mera, ou "Templo dos 40 Homens", no pico mais alto das Montanhas Sinjar, no norte do Iraque. O templo é tão antigo que ninguém se lembra de como veio a ter esse nome, mas acredita-se que deriva do enterro de quarenta homens no local no topo da montanha.

Muitos iazidis consideram a carne de porco proibida. No entanto, muitos dos que vivem na Alemanha começaram a ver esse tabu como uma crença estrangeira do judaísmo ou do islamismo e não parte do yazidismo e, portanto, abandonaram essa regra. Além disso, em uma entrevista à BBC em abril de 2010, Baba Sheikh, o líder espiritual de todos os iazidis, afirmou que os iazidis comuns podem comer o que quiserem, mas o clero religioso se abstém de certos vegetais (incluindo repolho) porque "eles causam gases".
Alguns yazidis na Armênia e na Geórgia que se converteram ao cristianismo ainda se identificam como yazidis mesmo após a conversão, mas não são aceitos pelos outros yazidis como yazidis.

### Batismo

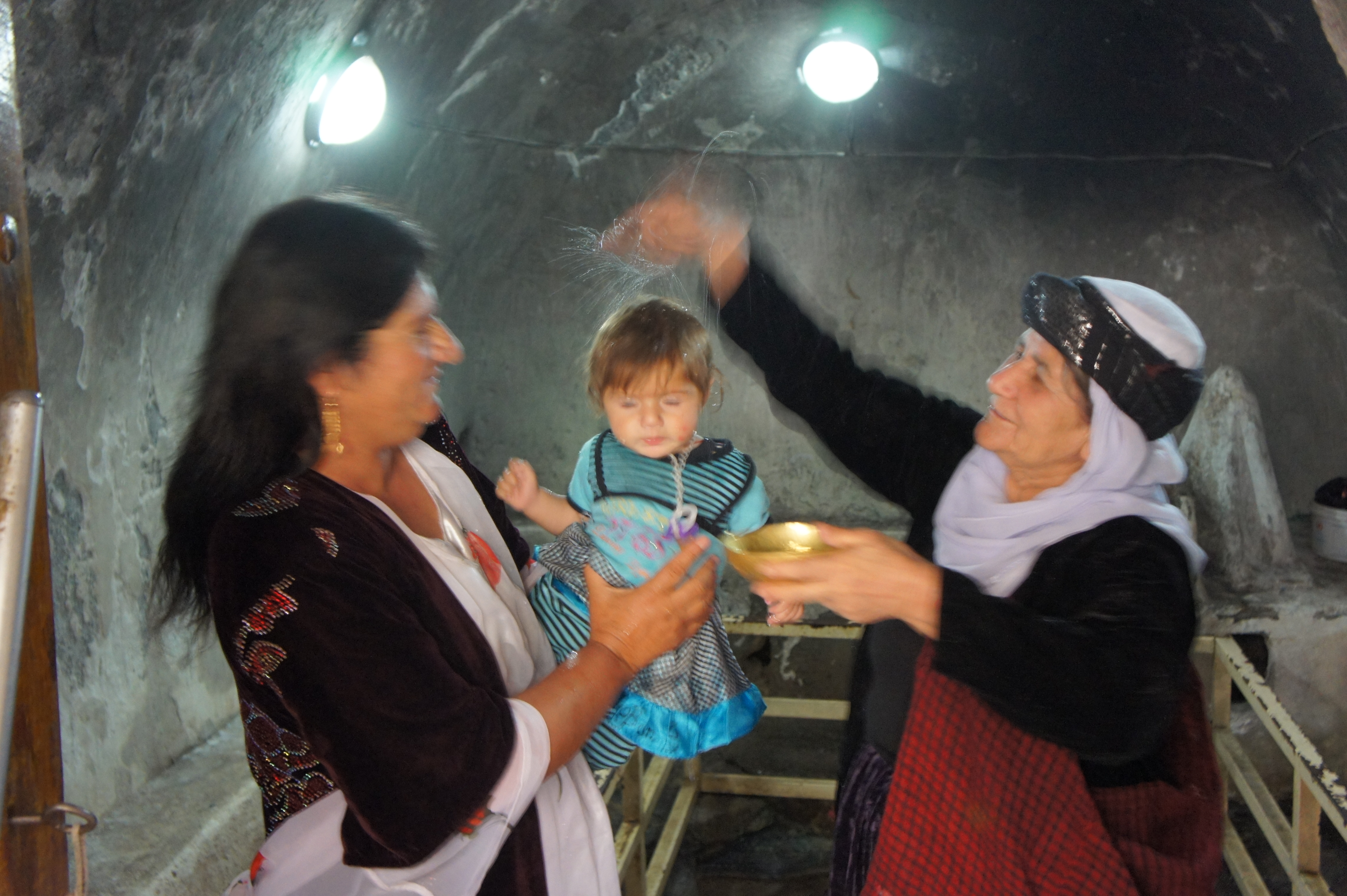
Batismo de uma criança Yazidi em Lalish

As crianças são batizadas ao nascer e a circuncisão não é exigida, mas é praticada por alguns devido aos costumes regionais. O batismo iazidi é chamado mor kirin (literalmente: 'selar'). Tradicionalmente, as crianças Yazidi são batizadas no nascimento com água do Kaniya Sipî ('Primavera Branca') em Lalish. Envolve derramar água benta da fonte na cabeça da criança três vezes.

## Organização religiosa
Os yazidis são estritamente endogâmicos; membros das três castas Yazidi, os murids, sheiks e pirs, casam-se apenas dentro de seu grupo.
Existem vários deveres religiosos que são desempenhados por vários dignitários, como o Mir Hejj (Príncipe da Peregrinação), Sheikh el-Wazir (que supervisiona o santuário do Sheikh Shems em Lalish), Pire Esbiya (tesoureiro do santuário do Sheikh Shems em Lalish), Mijewir (guardião do santuário local), Baba Chawush (guardião do santuário de Sheikh Adi) e outros.